# Синиця сіра
Синиця сіра (Melaniparus cinerascens) — вид горобцеподібних птахів родини синицевих (Paridae). Мешкає в Південній Африці.

## Підвиди
Виділяють два підвиди:
- M. c. benguelae (Hall, BP & Traylor, 1959) — південно-західна Ангола і північно-західна Намібія;
- M. c. cinerascens (Vieillot, 1818) — Намібія, Ботсвана, Зімбабве, північні і центральні райони ПАР.

## Поширення і екологія
Сірі синиці живуть в сухих саванах, чагарникових заростях і лісах. Зустрічаються на висоті від 275 до 1880 м над рівнем моря.